# Ciprian Mureşan
Ciprian Muresan es un artista nacido en la Rumania comunista en 1977, Mureşan tenía 12 años durante la Revolución de 1989, cuando se derrumbó el Bloque del Este; alcanzó la mayoría de edad en el período subsiguiente de "modernización para ponerse al día", que anunció la transición inestable de Rumanía al capitalismo. Sus últimas dos décadas en Cluj, donde ahora vive y trabaja, han fomentado en él una sensación de desilusión con los sistemas institucionalizados de desinformación de su país y una sana sensación de ironía. Crítico e iconoclasta, Mureşan aborda el canon global del arte y la historia con un ligero toque.
De una manera clásica posmoderna, Mureşan reinventa obras literarias, cinematográficas y artísticas canónicas para desmitificarlas y destruir su presencia aurática. Trabajando conceptualmente en todos los medios, Mureşan ha producido sus propias versiones de obras icónicas como la obra Rhinocéros de Eugène Ionesco, la rumana francesa, la famosa fotografía de Yves Klein titulada Leap into the Void, y la película Andrei Rublev del cineasta ruso Andrei Tarkovsky . El enfoque de Mureşan para la replicación, sin embargo, es claramente diferente del arte clásico de apropiación, y tiene más en común con la práctica musical de remezclar; Si bien ciertos elementos se reciclan, el producto final tiene una relación extraña y difusa con su material de origen.

Ciprian Mureşan vive y trabaja en Cluj-Napoca, Rumania. Mureşan expuso en el Pabellón rumano en la 53 Bienal de Venecia y participó en la 17 Bienal de Sídney. Su trabajo también se ha mostrado recientemente en la Secesión de Viena, el Neuer Berliner Kunstverein en Berlín, el Instituto de Arte Wyspa en Gdansk, el Centro Georges Pompidou en París, la Sociedad del Renacimiento en Chicago, el Centro Cultural Montehermoso en Vitoria, la Witte de Con en Róterdam y el New Museum en Nueva York.